# Pietro Bonetto
Pietro Bonetto (Torino, 1922. december 11. – 2005. december 5.) olasz nemzetközi labdarúgó-játékvezető.

## Pályafutása

### Nemzeti játékvezetés
A játékvezetői vizsgát 1947-ben tette le. A küldési gyakorlat szerint rendszeres partbírói tevékenységet is végzett. Játékvezetői minősítésekkel 1947–1954 között a Seria C-ben, majd 1954–1962 között a Seria A-ban tevékenykedett. Első Seria A bajnoki mérkőzése a Lazio–Atalanta összecsapás volt. Seria A mérkőzéseinek száma: 141.

#### Nemzeti kupamérkőzések
Vezetett kupadöntők száma: 1.

##### Olasz labdarúgókupa
1962-ben az olasz JB elismerve szakmai felkészültségét, megbízta, a döntő találkozó szolgálatával. 
| Időpont          | Helyszín               | Mérkőzés típusa | Mérkőzés                | Eredmény |
| ---------------- | ---------------------- | --------------- | ----------------------- | -------- |
| 1962. június 21. | Olimpiai Stadion, Róma | döntő           | SSC Napoli–SPAL Ferrara | 2 : 1    |

### Nemzetközi játékvezetés
Az Olasz labdarúgó-szövetség Játékvezető Bizottsága (JB) terjesztette fel nemzetközi játékvezetőnek, a Nemzetközi Labdarúgó-szövetség (FIFA) 1958-tól tartotta nyilván bírói keretében. FIFA JB központi nyelvei közül a franciát beszélte. 
Több nemzetek közötti válogatott és klubmérkőzést vezetett vagy működő társának partbíróként segített. Az olasz nemzetközi játékvezetők rangsorában, a világbajnokság-Európa-bajnokság sorrendjében többedmagával a 35. helyet foglalja el 3 találkozó szolgálatával. Az aktív nemzetközi játékvezetéstől 1962-ben vonult vissza. Nemzetközi mérkőzéseinek száma: 36.

#### Labdarúgó-világbajnokság
A világbajnoki döntőhöz vezető úton Chilébe a VII., az 1962-es labdarúgó-világbajnokságra a FIFA JB hivatalnokként foglalkoztatta.

##### 1962-es labdarúgó-világbajnokság

###### Selejtező mérkőzés
| Időpont            | Helyszín                      | Mérkőzés típusa           | Mérkőzés                   | Eredmény | Nézők száma |
| ------------------ | ----------------------------- | ------------------------- | -------------------------- | -------- | ----------- |
| 1960. december 11. | Olimpiai Stadion, Colombes    | előselejtező (2. csoport) | Franciaország–Bulgária     | 3 : 0    | 40 690      |
| 1961. május 21.    | Nemzeti Stadion, Lisszabon    | előselejtező (6. csoport) | Portugália–Anglia          | 1 : 1    | 60 000      |
| 1961. október 17.  | Windsor Park Stadion, Belfast | előselejtező (3. csoport) | Észak-Írország–Görögország | 2 : 0    | 24 000      |

#### Olimpiai játékok
Az 1960. évi nyári olimpiai játékok labdarúgó tornájának mérkőzésein a FIFA JB bíróként alkalmazta. Az olimpiai selejtező alkalmával Pósa János és Hernádi Vilmos voltak a segítői. Hivatalos kísérője dr. Szilágyi György volt, akivel franciául értekeztek.

##### Labdarúgás az 1960. évi nyári olimpiai játékokon
| Időpont             | Helyszín                 | Mérkőzés típusa              | Mérkőzés                   | Eredmény | Nézők száma |
| ------------------- | ------------------------ | ---------------------------- | -------------------------- | -------- | ----------- |
| 1960.               | Népstadion, Budapest     | előselejtező (7. csoport)    | Magyarország–Csehszlovákia | 2 : 1    |             |
| 1960. augusztus 29. | Központi Stadion, Nápoly | csoportmérkőzés (D. csoport) | Magyarország–Peru          | 6 : 2    | 8 068       |

## Szakmai sikerek
- 1961-ben megkapta az Olasz Labdarúgó-szövetség által alapított díjat. 1955–1956 évadban első alkalommal átadott Seminatore d'oro díjat öt csoportra bontották, a játékvezetők szakmai munkáját különdíjjal értékelik.
- 1961-ben az olasz JB a Dr. Giovanni Mauro alapítvány elismerő díjával jutalmazta.

## Külső hivatkozások
- Pietro Bonetto. World Referee. [2012. október 9-i dátummal az eredetiből archiválva]. (Hozzáférés: 2011. szeptember 4.)
- Pietro Bonetto. zerozerofootball.com. (Hozzáférés: 2011. szeptember 4.)[halott link]
- Pietro Bonetto. footballdatabase.eu. (Hozzáférés: 2011. szeptember 4.)
- Pietro Bonetto. scoreshelf.com. [2015. április 2-i dátummal az eredetiből archiválva]. (Hozzáférés: 2011. szeptember 4.)

| Elődje: Giulio Campanati | Giovanni Mauro díj 1961 | Utódja: Giuseppe Adami |

| Elődje: Gino Rigato | Olasz labdarúgókupa döntő 1961–1962 | Utódja: Antonio Sbardella |